# De Vijfhoek
De Vijfhoek is een drama/fictiereeks op de Vlaamse openbare tv-zender Eén, geregisseerd door Christian Vervaet en Roel Mondelaers. De reeks is gemaakt door productiehuis Kanakna. Voor de opnames van de reeks werd gefilmd in het centrum van Brussel en in Vorst, vooral op en rond het Sint-Denijsplein dat model stond voor het plein in de fictieve wijk Kattenberg. De opnames hadden plaats van april 2011 tot juni 2011 en van juli tot september 2011. De reeks was al vanaf 2008 in ontwikkeling, maar door besparingen kwam de reeks maar in 2011 tot stand. Men had 6 dagen per aflevering om op te nemen.
In de reeks wordt vooral Nederlands gesproken, maar ook Brussels dialect, en gelet op een aantal Maghrebijnse personages soms Frans en Marokkaans Arabisch. De reeks vertelt het verhaal van de bewoners van de fictieve Brusselse wijk de Kattenberg. De reeks startte op dinsdag 4 september 2012 op één. De titel verwijst naar de Vijfhoek, het hart van Brussel binnen de contouren van de Kleine Ring.

## Verhaal
In De Vijfhoek staan de bewoners van de Brusselse wijk Kattenberg centraal, een plein in hartje Brussel dat bedreigd wordt door een groot bouwproject. Aanvankelijk zijn de bewoners te druk bezig met hun eigen levens om er aandacht aan te schenken, maar naarmate de dreiging groter wordt, beseffen ze dat hun huis en heel hun toekomst op het spel staat. Ze besluiten samen de strijd aan te gaan, want enkel als groep maken ze een kans tegen de machtige bouwpromotor.

## Cast

### Hoofdpersonages
- Marieke Dilles - Ellen Coppens
- Jenne Decleir - Christophe Leroi
- Jeroen Van Dyck - Jan De Roo
- Rik Van Uffelen - Jacques Leroi
- Dirk Tuypens - Lukas Vandesteen
- Michel Van Dousselaere - Norbert Dewulf
- Saïd Jaafari - Saïd El Fassi
- Tom Van Bauwel - Wols
- Mourade Zeguendi - Jamal El Fassi
- Jens Pauly - Jules Stael
- Dries Vanhegen - Günther Stael
- Karel Tuytschaever - Dirk Vermeulen
- Hans De Munter - Herman Coppens
- Elke Dom - Claudia
- Jakob Beks - Pierre
- Ella-June Henrard - Wendy
- David Cantens - Rik
- Ben Hamidou - Mohammed El Fassi
- Kadèr Gürbüz - Martine Storck

### Nevenrollen
- Chris Thys - Rosanne
- Kim Hertogs - Sophie Leroi
- Hilde Heijnen - Katja Naessen
- Karin Tanghe - Yvonne
- Christel Domen - Mia
- Rachida Chbani - Farida

### Gastacteurs
| Acteur               | Personage          |
| -------------------- | ------------------ |
| Pieter Bamps         | Verpleger          |
| Mark Tijsmans        | Meneer De Groote   |
| Lut Tomsin           |                    |
| Jos Dom              |                    |
| Tine Laureyns        | Dokter             |
| Peter Bulckaen       | Sloper Van Kest    |
| Hilde Wils           |                    |
| Bieke Ilegems        |                    |
| Kristof Verhassel    | Dokter             |
| Anne Mie Gils        | Rechter            |
| Eddy Vereycken       | Procureur-generaal |
| Ben Segers           | William Daelemans  |
| Stefaan Van Brabandt |                    |

## Kijkcijfers
| Nr. | Live-kijkers | Live-marktaandeel | Live+6-kijkers | Live+6-marktaandeel | Eerste uitzending |
| --- | ------------ | ----------------- | -------------- | ------------------- | ----------------- |
| 1   | 766.773      | 34,39%            | 926.007        | 34,7%               | 4 september 2012  |
| 2   | 537.017      | 21,79%            | 736.973        | 24,6%               | 11 september 2012 |
| 3   | 599.905      | 23,30%            | 766.511        | 25,2%               | 18 september 2012 |
| 4   | 621.983      | 25,58%            | 769.606        | 25,6%               | 25 september 2012 |
| 5   | 599.827      | 24,73%            | 770.245        | 26.5%               | 2 oktober 2012    |
| 6   | 648.752      | 26.62%            | 785.109        | 27.0%               | 9 oktober 2012    |
| 7   | 505.824      | (geen data)       | (geen data)    | (geen data)         | 16 oktober 2012   |
| 8   | 678.818      | 27,15%            | 824.536        |                     | 23 oktober 2012   |
| 9   | 713.473      | 28,06%            | 855.584        |                     | 30 oktober 2012   |
| 10  | 597.794      | 22,99%            | 738.686        |                     | 6 november 2012   |
| 11  | 665.708      | 25,93%            | 825.227        |                     | 13 november 2012  |
| 12  | 767.162      | 28,44%            | 912.689        |                     | 20 november 2012  |
| 13  | 770.498      | 29,00%            | 928.476        |                     | 27 november 2012  |